# Károly Koródy
Károly Koródy (21 ottobre 1887 – 8 giugno 1917) è stato un calciatore ungherese, di ruolo centrocampista.

## Carriera

### Nazionale
Ha collezionato 15 presenze con la propria Nazionale.